# Horsham (Pennsylvanie)
Pour les articles homonymes, voir Horsham (homonymie).
Horsham est une census-designated place du comté de Montgomery, en Pennsylvanie, aux États-Unis.

## Géographie
Horsham se trouve au nord-est des États-Unis, dans le sud-est de l'État de Pennsylvanie, au sein du comté de Montgomery, dont le siège de comté est Norristown.

## Démographie
Sa population était de 14 842 habitants en 2010.

## Personnalités
- Isaiah Lukens (1779-1846), horloger, armurier, machiniste et inventeur américain.